# Дотичний метеор

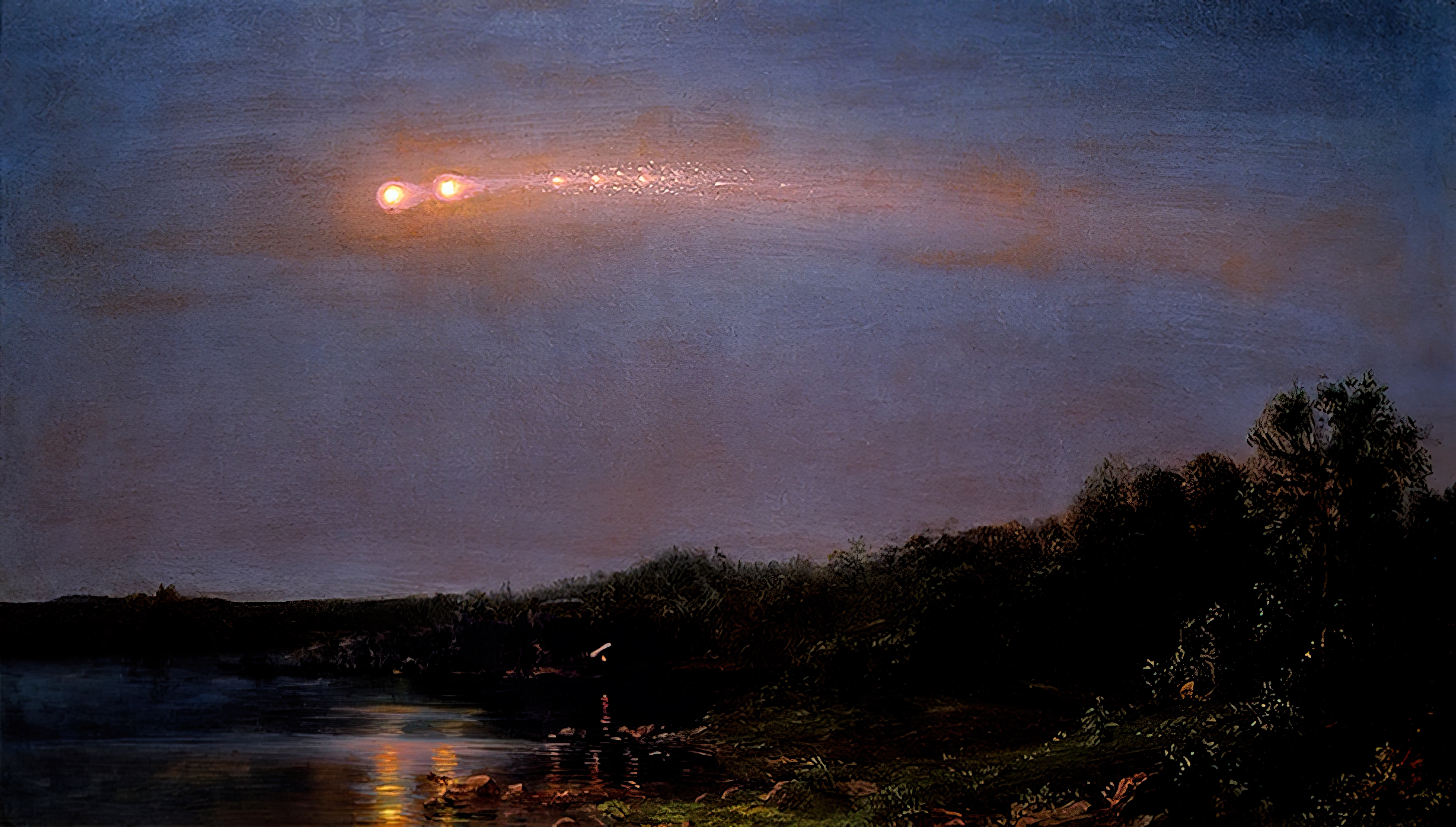
Фредерік Едвін Черч, «Метеор 1860 року» - дотичний метеор

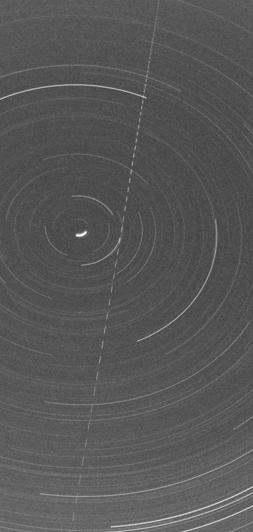
Фотографія неба з дотичним болідом 13 жовтня 1990 року, який залишив на фотографії вертикальний пунктирний слід. Фото з Червеної Гори (Чехія), однієї зі станцій Європейської болідної мережі.

Дотичний метеор (англ. Earth-grazing fireball або Earth grazer) — рідкісне явище, яке спостерігається, коли метеороїд входить у верхні шари атмосфери Землі по дотичній до земної поверхні і, втративши частину маси і швидкості, знову виходить з атмосфери і улітає в міжпланетной простір. Якщо метеор почне розпадатися або вибухне в повітрі, то деякі його фрагменти можуть зіткнутися з Землею як метеорити. Відомими прикладами дотичних метеорів є Великий денний болід 1972 року та Великий метеор 1860 року.

## Огляд
Чіткої верхньої границі атмосфери немає, але зазвичай метеороїд стає метеором на висоті 85–120 км над Землею. Якщо траєкторія метеороїда проходить по дотичній до земної атмосфери, так що він сягає тільки її верхніх шарів, то він може стати дотичним метеором.
Під час входження в атмосферу Землі маса та швидкість метеороїда змінюються, і його орбіта після повернення в космос буде відрізнятися від орбіти до взаємодії з атмосферою.

## Відомі дотичні метеори
Дотичні метеори є рідким явищем, і кількість їхніх спостережень невелика.
- Метеорна процесія 20 липня 1860 року[1]
- Велика метеорна процесія 9 лютого 1913 року[6]
- Великий денний болід 1972 року над США та Канадою, швидкість 15 км/с. Перше наукове спостереження дотичного метора. За оцінками, під час зіткнення він втратив приблизно половину своєї маси[2] та зменшив швидкість на 800 м/с.
- Болід 13 жовтня 1990 пролетів на висоті 97,9 км над Чехословаччиною. Маса 40 кілограмів, початкова швидкість 41,5 км/с. Перший розрахунок орбіти на основі фотозаписів з двох віддалених місць[3].
- 29 березня 2006 року болід пройшов через атмосферу зі швидкістю 18,8 км/с на висоті 71,4 км над Японією[7][8].
- 7 серпня 2007 року болід EN070807 пройшов через атмосферу над Європою з орбітою, що належить до рідкісної групи Атона[4][9].
- 10 червня 2012 року дотичний метеор від денного потоку ζ-Персеїд пролетів над Іспанією, пройшовши 510 км в атмосфері. Це був найслабший дотичний метеор, про який повідомлялося в науковій літературі, і перший член метеорного дощу[10].
- 24 грудня 2014 року повільний болід SPMN241214 пролетів над Північною Африкою, Іспанією та Португалією, пройшовши в атмосфері близько 1200 км[11].
- 7 липня 2017 року Пустельна болідна мережа спостерігала болід, який пройшов понад 1300 км в атмосфері над Західною та Південною Австралією. Найближче зближення становило приблизно 58,5 км, а початкова маса оцінюється як мінімум ~60 кг. Метеороїд прилетів з орбіти типу Аполлона, і через близький проліт біля Землі він перейшов на орбіту, подібну до комети сімейства Юпітера[12].